# Calamagrostis paradoxa
Calamagrostis paradoxa là một loài thực vật có hoa trong họ Hòa thảo. Loài này được Lipsky mô tả khoa học đầu tiên năm 1894.